# 埃格爾湖 (阿爾高州)
47°24′2.05″N 8°21′34.73″E / 47.4005694°N 8.3596472°E

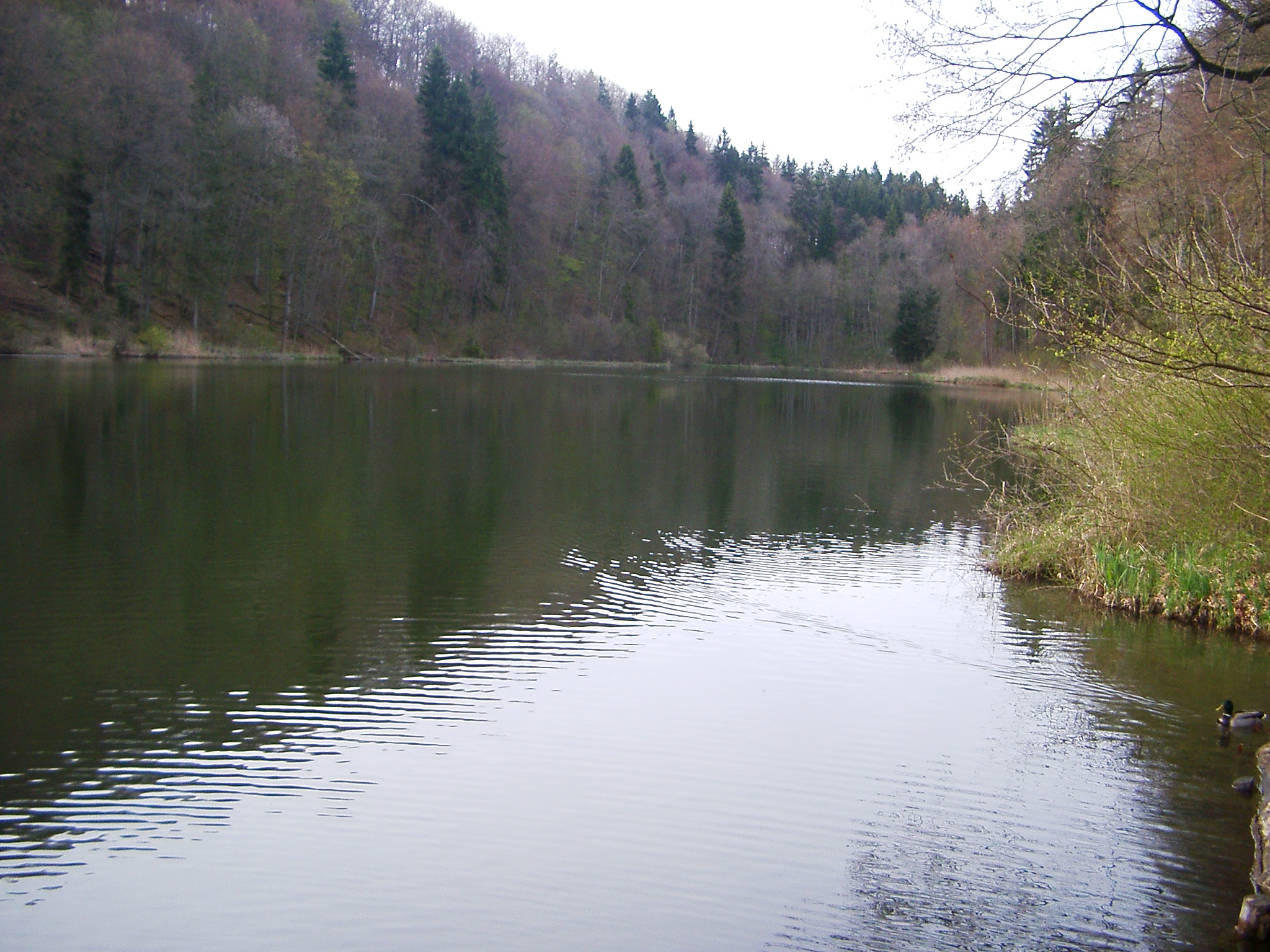

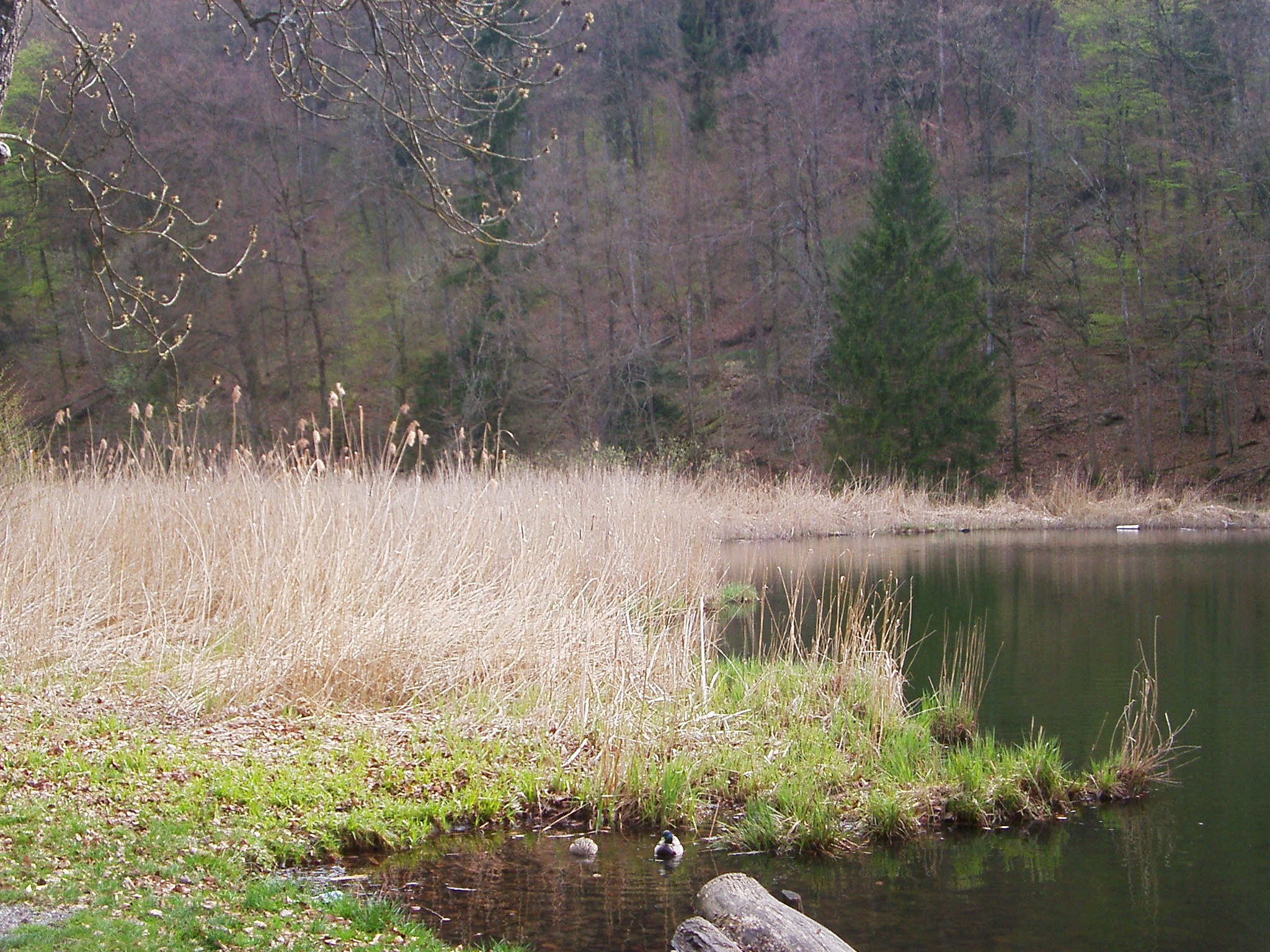

埃格爾湖（Egelsee），是瑞士的湖泊，位於該國北部，由阿爾高州負責管轄，面積0.02平方公里，海拔高度667米，最大水深10.5米，該湖泊在末次冰期形成。